# Plainview (Minnesota)
Plainview – miasto w Stanach Zjednoczonych, w stanie Minnesota, w hrabstwie Wabasha.